# Svartstrupig papegojnäbb
Svartstrupig papegojnäbb (Suthora nipalensis) är en liten asiatisk fågel i familjen papegojnäbbar inom ordningen tättingar.

## Utbredning och systematik
Svartstrupig papegojnäbb förekommer från Nepal till Vietnam. Den delas in fem grupper med tio underarter, med följande utbredning:
- nipalensis/crocotius-gruppen
  - Suthora nipalensis garhwalensis – norra Indien (Uttarakhand)
  - Suthora nipalensis nipalensis – centrala Nepal (Katmandu)
- '’humii/crocotia-gruppen
  - Suthora nipalensis humii – Himalaya i östra Nepal, Sikkim och västra Bhutan
  - Suthora nipalensis crocotia – bergstrakter i sydöstra Tibet och östra Bhutan
- poliotis/feae-gruppen
  - Suthora nipalensis poliotis – östra Bhutan till Assam, nordöstra Myanmar, sydöstra Tibet, södra Kina (nordvästra Yunnan)
  - Suthora nipalensis feae – bergsskogar i sydöstra Burma (Karenni) och nordvästra Thailand
- ripponi/patriciae-gruppen
  - Suthora nipalensis partriciae – sydöstra Assam (Mizo Hills)
  - Suthora nipalensis ripponi – norra Burma (Victoriabergen)
- beaulieu/kamoli-gruppen
  - Suthora nipalensis beaulieu – bergstrakter i norra Laos (Chiang Khwang-provinsen)
  - Suthora nipalensis kamoli - centrala Vietnam (berget Ngoc Linh, Kon Tum)

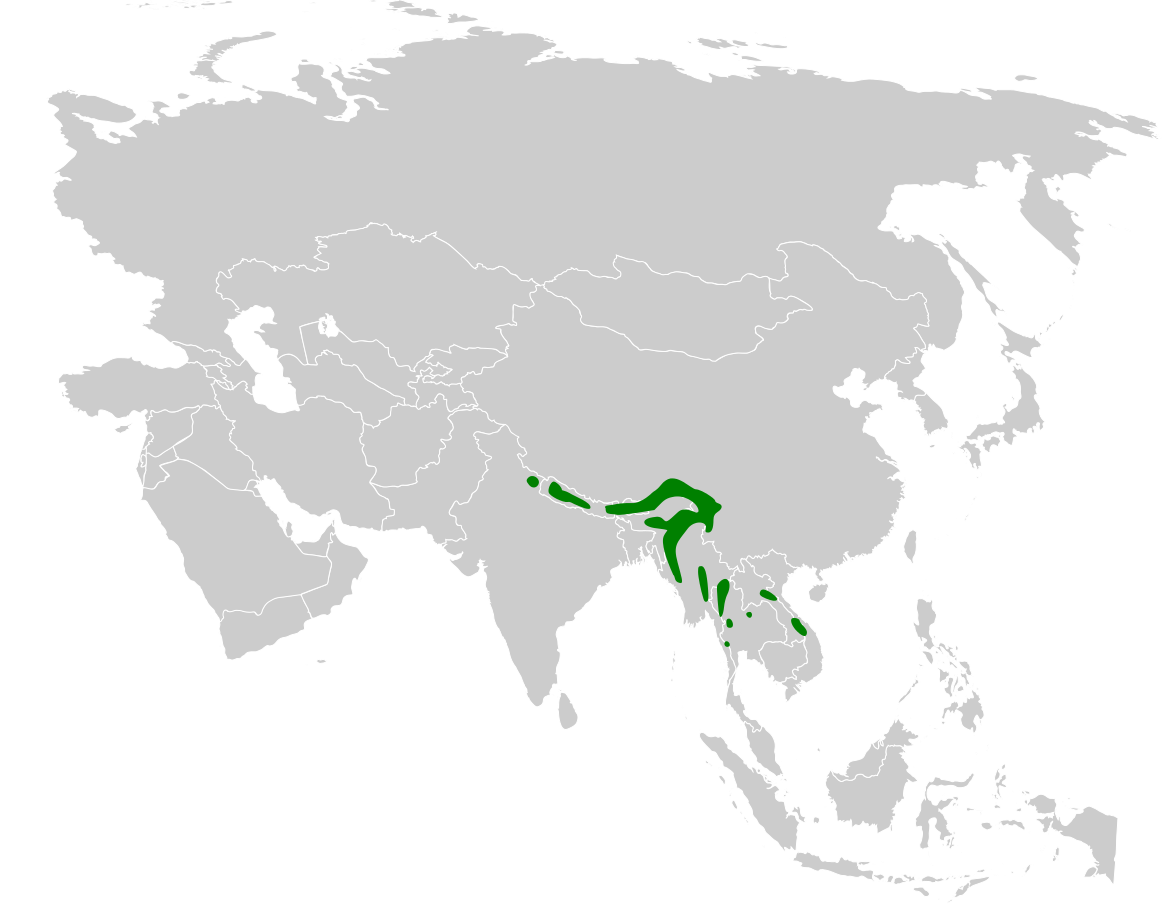
Utbredningsområdet för svartstrupig papegojnäbb.

## Kännetecken

### Utseende
Svartstrupig papegojnäbb är en liten (11,5 cm) papegojnäbb med karakteristiskt men varierande utseende. På huvudet syns en mycket liten och svart näbb, svarta längsgående hjässband och en svart strupfläck. Ansiktet är vitt med kort ögonbrynsstreck och mustasch. Ovansidan är varmbrun, på vingarna rostorange med silvergrå och svarta spetsar på vingpennorna.

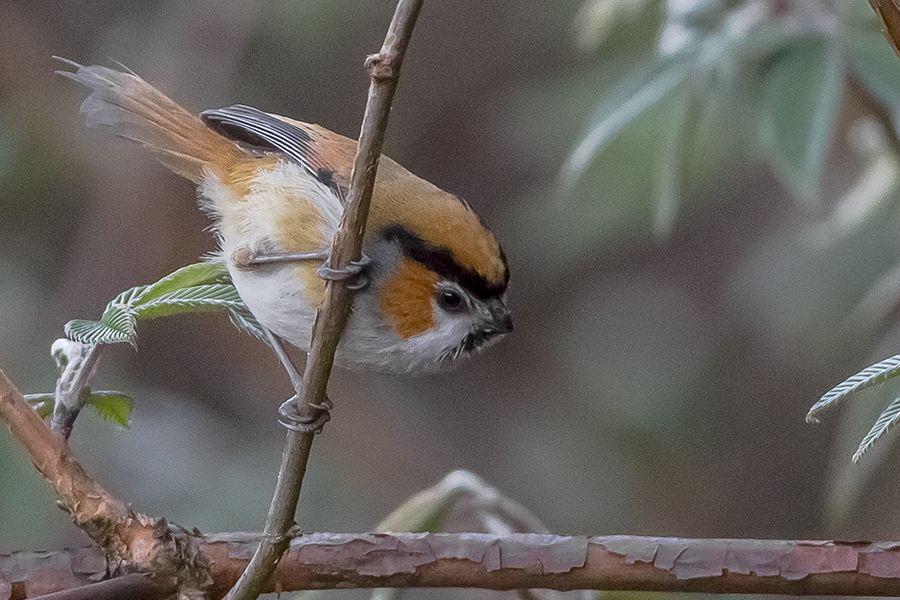
Svartbrynad papegojnäbb i Sikkim, Indien.

### Skillnader mellan underarter
De olika underarterna skiljer sig åt i utseende, enligt följande:
- nipalensis-gruppen: grå hjässa och kinder, rostbeige bröst och flanker
- humii: rostfärgade örontäckare
- poliotis-gruppen: rostfärgad hjässa och grå undersida
- ripponi-gruppen: som nipalensis-gruppen men med rostfärgad hjässa
- beaulieui-gruppen: svarta örontäckare, rostfärgad hjässa och vitaktig undersida med beige flanker

### Läte
Sången består av märkliga, utdragna, mycket ljusa, nasala toner.

## Släktskap

### Släktestillhörighet
Tidigare inkluderades alla papegojnäbbar förutom större papegojnäbb i Paradoxornis. DNA-studier visar dock att större papegojnäbb och den amerikanska arten messmyg (Chamaea fasciata) är inbäddade i släktet. Paradoxornis har därför delats upp i flera mindre släkten. Initialt placerades svartstrupig papegojnäbb med släktingar i släktet Sinosuthora, men detta har sedermera inkluderats i Suthora.

### Familjetillhörighet
DNA-studier visar att papegojnäbbarna bildar en grupp tillsammans med den amerikanska arten messmyg, de tidigare cistikolorna i Rhopophilus samt en handfull släkten som tidigare också ansågs vara timalior (Fulvetta, Lioparus, Chrysomma, Moupinia och Myzornis). Denna grupp är i sin tur närmast släkt med sylvior i Sylviidae och har tidigare inkluderats i den familjen. Enligt sentida studier skilde sig dock de båda grupperna sig åt för hela cirka 19 miljoner år sedan, varför tongivande International Ornithological Congress (IOC) numera urskilt dem till en egen familj, Paradoxornithidae. Denna linje följs här.

## Levnadssätt
Svartstrupig papegojnäbb förekommer i bambu och annan undervegetation i städsegröna, ek-, rhododendron- eller blandskogar, på Indiska subkontinenten på mellan 1525 och 3300 meters höjd, i Sydostasien 1200-2650. Födan består av små insekter, bambuknoppar och gräsfrön. Den ses ofta i snabbt förflyttande smågrupper med tre till 40 eller fler individer, ofta med andra arter som timalior. Fågeln häckar från mars till juli. Boet är en mycket liten skål av bambulöv och tunt gräs som placeras nära marken i undervegetationen. Den lägger två till fyra ägg. Arten är stannfågel men kan röra sig till lägre liggande områden vid kallt vinterväder.

## Status och hot
Artens populationstrend är okänd, men utbredningsområdet är relativt stort. Internationella naturvårdsunionen IUCN anser inte att den är hotad och placerar den därför i kategorin livskraftig. Världspopulationen har inte uppskattats, men den beskrivs som lokalt vanlig till vanlig.